# Obeogundá

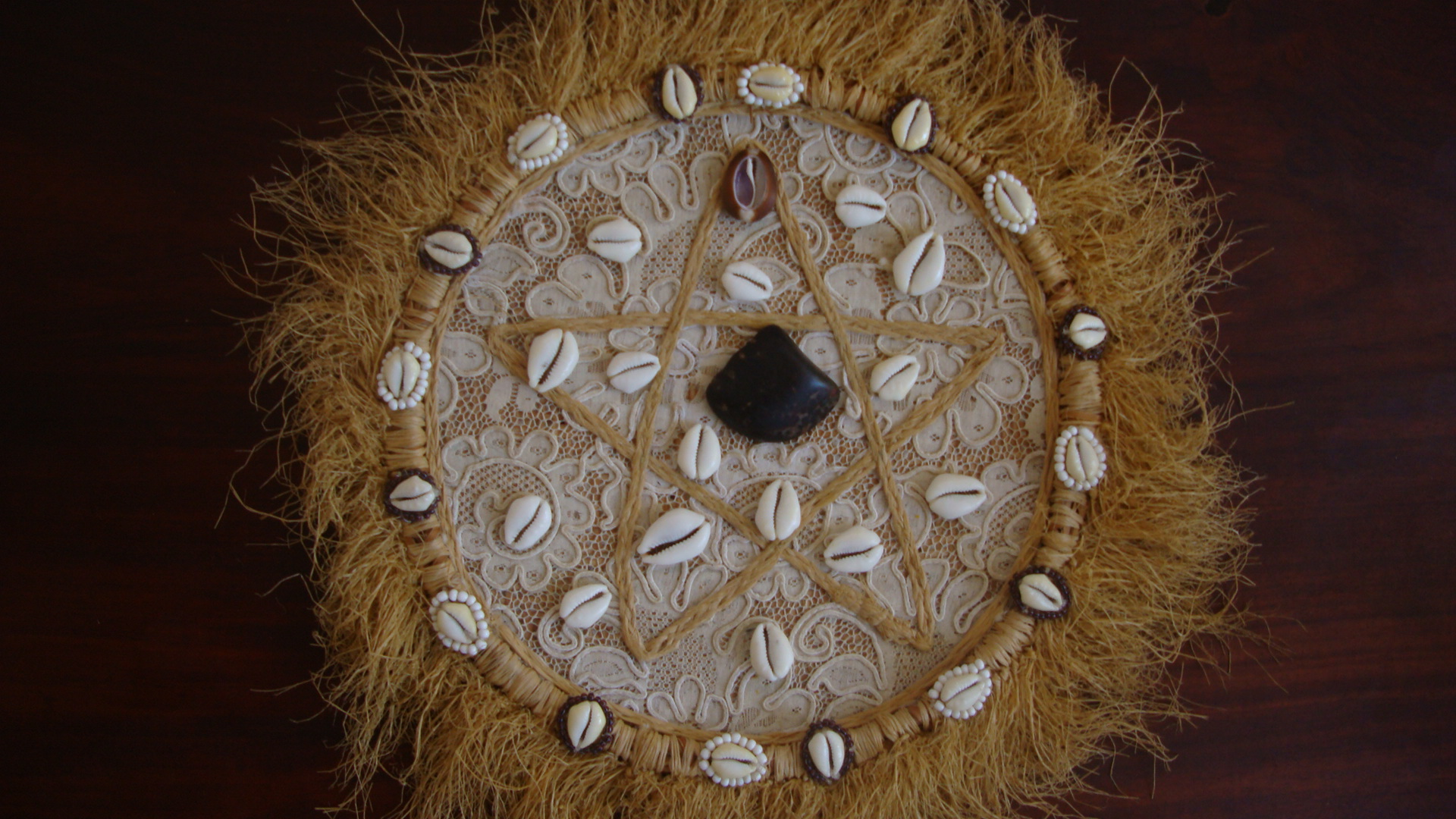
Obeogundá

Obeogundá é um odu do oráculo de ifá, representado no merindilogum com quinze conchas abertas pela natureza e uma fechada. Nesta caída responde Ieuá, Ogum e Obá. Significa mudança repentina com caminhos de perdas, possibilidades de ficar paralisado das pernas e problema na audição. Pessoa corajosa e audaz de caráter altivo.